# Costa Magica
O Costa Magica é um navio de cruzeiro da classe Destiny, de propriedade da Carnival Corporation & plc e operado pela Costa Crociere até 2023. Ele estreou em 2004 como navio irmão do Costa Fortuna e também é conhecido como navio da classe Fortuna. O Costa Magica prestou homenagem a alguns dos destinos mais famosos da Itália, incluindo Positano, Portofino, Bellagio e Sicília, incorporados em suas salas públicas e restaurantes. Com 102.784 toneladas de arqueação bruta (GT), ele era um dos maiores navios da frota da Costa Crociere. Em 2023, ela foi vendida para a Seajets, uma empresa de balsas grega/cipriota, e renomeada como Mykonos Magic. 

## Construção
Entrou em operação no ano de 2004 e foi construído pelo estaleiro Fincantieri - Cantieri Navali Italiani S.p.A. de Sestri Ponente, que fica na região de Gênova, Itália . O Costa Magica foi na época o maior navio de cruzeiros com bandeira européia. Foi superado dois anos depois quando entrou em operação o Costa Concordia, e no ano seguinte seu irmão gêmeo, o Costa Serena.
O Costa Magica é gêmeo do Costa Fortuna, que entrou em serviço em 2003. 

## Origem do nome
O Costa Magica homenageia grandes cidades e praias da Itália batizando com os seus nomes os 13 decks do navio (Costa Smeralda, Ostia Antica, Positano, Portofino, Palinuro, la Sicilia, Isola Bella, Spoleto, Capri, Grado, Vicenza e Bressanone).

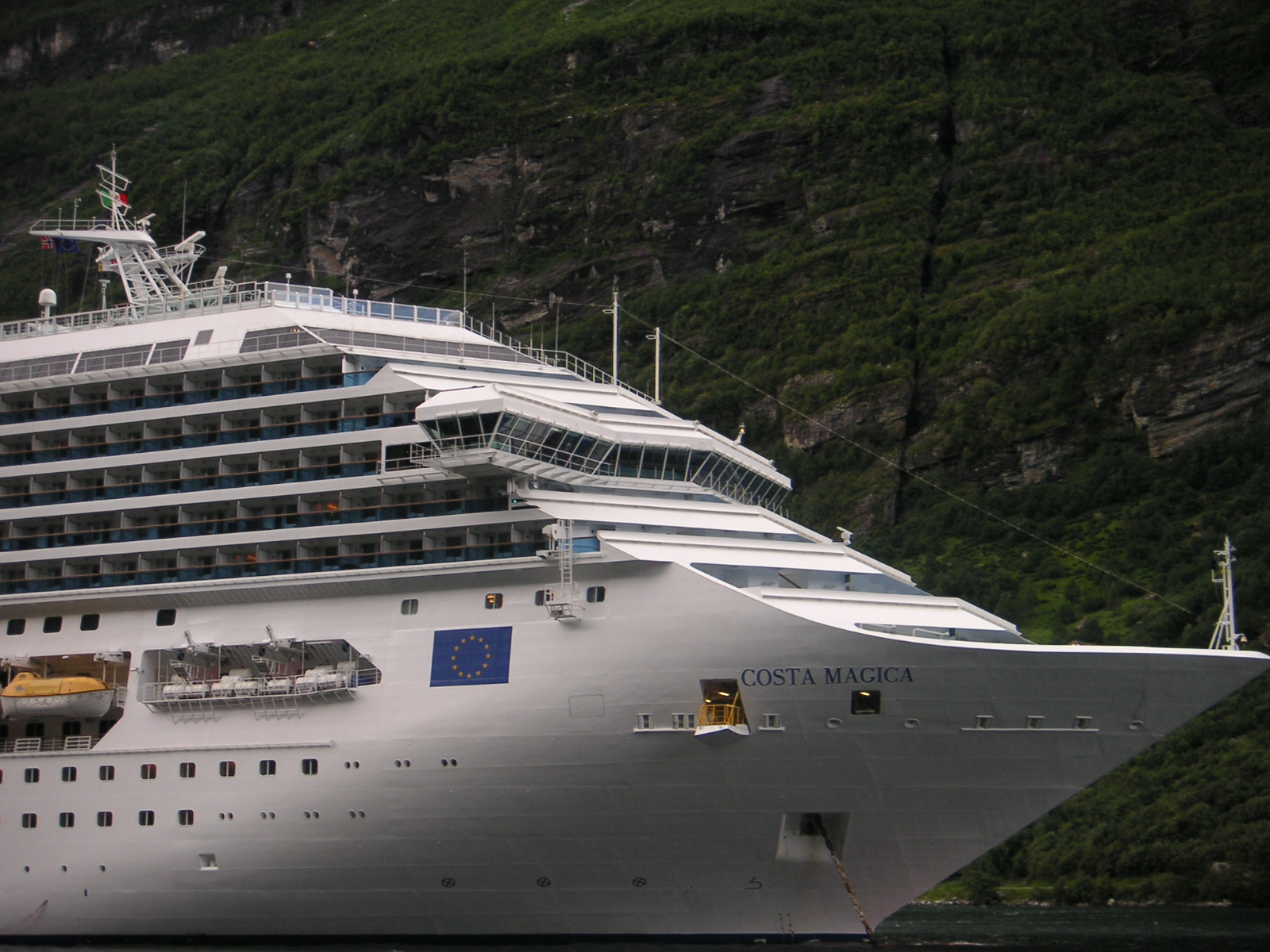
Geiranger, Noruega.

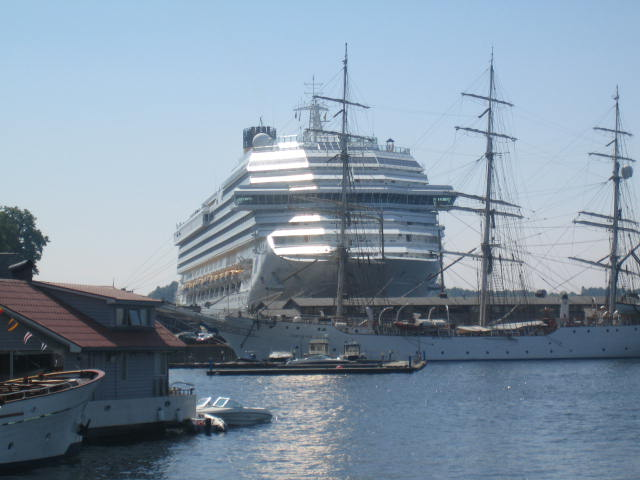
Oslo, Noruega.

## Acomodações e instalações
O Costa Magica foi construído com 1 358 cabines, sendo 27 para deficientes fisicos, 12 bares, 4 restaurantes (sendo 3 deles de dois andares), 4 piscinas (sendo uma para crianças), 6 jacuzzis, uma quadra poliesportiva, uma pista de jogging, um cassino, uma academia e fitness center, um salão de beleza, uma casa de câmbio, uma biblioteca, uma sala para conferências, uma sala para exposições, uma photo shop, um toboágua, 18 elevadores, uma sala de carteado, um fliperama, internet point, uma capela=, um duty free e um centro médico.